# Piet Joubert
Piet Joubert (teljes nevén Petrus Jacobus Joubert) (Cango, Cape kolónia, 1831. január 20. – Pretoria, Dél-Afrika, 1900. március 27.) búr tábornok, az első búr háború egyik legnagyobb búr hadvezére volt. Nevéhez fűződik a Laing’s Nek-i csata is.

## Élete
Piet Joubert a Transvaal Köztársaság főtitkára, és parancsnoka volt 1880-tól 1890-ig. Egy francia hugenotta menekült leszármazottja, aki az 1800-as évek elején vándorolt Dél-Afrikába. Joubert 1831 januárjában született meg.
Már nagyon fiatalon árva maradt. Gondviselőivel Transvaalba vándoroltak, ahol a Wakkerstroom nevű kerületben telepedtek le, közel Laing's Nek-hez, valamint Natal északkeleti részéhez. Főként állattenyésztéssel foglalkozott, ám szabadidejében előszeretettel tanulmányozott jogi témájú könyveket is.
Jogtudását nemsokára mások is megismerték, amikor az 1860-as években a Volksraad (Népgyűlés) tagja lett. 1870-ben Joubertet  főügyésszé választották, míg Burgers elnök európai útján volt.
Az első brit annexió után, Joubert katonaként szerzett hírnevet.
Vezető szerepet játszott az első búr kormány létrehozásában és irányításában, amely végül az első búr háborúhoz vezetett (1880–1881). Ő volt a búr erők parancsnoka Laing’s Nek-i csatánál, Ingogónál, és Majuba-hegyi csatánál, ezt követően a békedelegáció vezetője lett.
1883-ban a Transvaal Köztársaság elnökének jelöltette magát, de csak 1171 szavazatot kapott, szemben Paul Kruger 3411 szavazatával.
1893-ban ismét versenybe szállt az elnökségért. A Népgyűlés állandó képviselőjeként viszonylag progresszív volt. Támogatói szerették volna néhány intézkedését, illetve jogi szaktudását a közéletben is viszontlátni. Minden választási évben pályázott az elnöki posztra, de néhány száz szavazattal mindig lemarad Paul Kruger mögött.
Visszavonultan élt, alig vett részt a tárgyalásokon, és ellenezte a Kruger által küldött ultimátumot Nagy-Britanniának. Nagy hibája volt, hogy vezérkarára sosem sikerült rákényszerítenie akaratát. Óvatos természetű ember volt, aminek köszönhetően már fiatalkorában  a „Slim Piet” gúnynévvel illették. Ehhez jött még a céltudatosság hiánya, és a hiányzó magabiztosság. Karrierjét folytonos védekezéssel megnyert és elvesztett csaták jellemezték, mint például az elandslaagtei csata és a Willow Gange-i csata. Sikertelensége miatt visszavonult, és nyugdíjba ment.
1900. március 28-án Pretoriában hunyt el, valószínűleg hashártyagyulladás miatt.

## Róla mondták
George White így foglalta össze Joubert képességeit: 

| „              | Egy katona és egy úriember, ráadásul egy bátor és becsületes ellenfél. | ” |
| – George White |                                                                        |   |

## Lásd még
- Első búr háború
- Második búr háború
- Búrok